# Lee Shaw
Lee Shaw (* 25. Juni 1926 in Ada, Oklahoma; † 25. Oktober 2015) war eine US-amerikanische Jazzpianistin und Komponistin.

## Leben und Wirken
Lee Shaw begann autodidaktisch im Alter von elf Jahren mit dem Klavierspiel, indem sie die Stücke des Great American Songbook vom Radio nachspielte. Sie studierte dann klassisches Piano am Oklahoma College for Women. Mit dem Jazz kam sie erst in Berührung, als sie nach Chicago zog, um den Master am American Conservatory of Music zu erwerben. In Chicago hatte sie erste Auftritte; sie spielte populäre Songs in Restaurants und Clubs; schließlich hatte sie einen Kurzauftritt in der Count Basie Band. In Chicago lernte sie dann ihren späteren Ehemann kennen, den Schlagzeuger Stan Shaw.

Ihre Profikarriere als Jazzpianistin begann im Club Mr. Kelly’s; dort begleitete sie in Chicago gastierende Jazz-Vokalisten wie Anita O’Day, Billie Holiday, Jackie Cain, Roy Kral, Sarah Vaughan und arbeitete mit Jazzmusikern wie Roy Haynes. Im Jahr 1961 bildete sie mit ihrem Ehemann Stan ein Pianotrio; sie zogen nach New York City, traten in Clubs auf, wie dem Birdland und dem Village Vanguard und gaben in den USA eine Reihe von Konzerten. 1971 ließ sich das Paar in Albany (New York) nieder; in dieser Zeit widmete sich Lee Shaw vorwiegend ihrer Familie, spielte aber in Albany mit gastierenden Musikern wie Dexter Gordon, Thad Jones, Chico Hamilton, Pepper Adams, Zoot Sims, Al Cohn, Richard Davis, Slam Stewart und Major Holley.
Schließlich kehrte sie Anfang der 1980er Jahre auf die Jazzszene zurück. 1984 spielte Lee Shaw mit ihrem Trio live ein erstes Album unter eigenem Namen ein, Lee Shaw OK!, auf dem Label Cadence Jazz, am Ende einer mehrmonatigen Tournee durch ihren Heimatstaat Oklahoma. Sie trat dann u. a. in der Radiosendung von Marian McPartland im National Public Radio auf. 1996 entstand dann live das Trioalbum Essence mit dem Gitarristen Mike DeMicco und dem Bassisten Rich Syracuse. Ab 1999 arbeitete sie im Trio mit Rich Syracuse und dem Schlagzeuger Jeff Siegel, mit denen sie 2001 auf Cadence Jazz das Album A Place for Jazz aufnahm. Das Album entstand zwei Wochen nach dem Tod ihres Ehemanns Stan.
2007 tourte sie u. a. durch Deutschland und Österreich; in diesem Rahmen wurde im Herbst das Album Live in Graz mitgeschnitten, mit Originalkompositionen Shaws und Standards von Billy Taylor („Easy Walker“), Victor Youngs „Street of Dreams“ und Ahmad Jamals „Night Mist“.
Shaws Spiel war stark von Art Tatum und Oscar Peterson beeinflusst, ferner von Billy Taylor und Ahmad Jamal. Lee Shaw wurde 1993 in die Oklahoma Jazz Hall of Fame aufgenommen. Sie galt zuletzt – zusammen mit Marian McPartland – als Grand Old Dame des Jazz. Zu ihren Schülern gehört John Medeski.